# Генератори несинусоидалних таласних облика
Генератори несинусоидалних таласних облика су електронска кола која производе периодичне сигнале алтернативног облика.
За почетак, нека је транзистор Q1 у стању вођења, а транзистор Q2 у стању закочења. Убрзо након t=0 напони на бази и колектору транзистора Q1 попримају вриједности засићења, на бази око 0,8 V, а на колектору око 0,2 V.
Како је транзистор Q2 у стању закочења, напон на бази истог има високу негативну вриједност (око  увећано још за напоне засићења базе и колектора). Стога је напон на  велики и негативан на страни базе Q2. Будући да је Q2 у стању закочења, вуче мало струје, то извор пуни кондензатор  струјом која набија  до нивоа извора .
Пуњеањем кондензатора  преко  подиже се напон  док не достигне напон прага транзистора Q2 који износи око 0,6 до 0,7 V. Када се достигне праг напона, Q2 ће почети да проводи па се напон  смањи, а самим тим се смањује и напон  јер се пад напона на  не може нагло промијенити. Ипак, промјене се врло брзо одвијају, и доводе до брзог смањења напона  на велику негативну вриједност (око  увећано још за напоне засићења базе и колектора), као и до стања закочења у транзистору Q1, а транзистор Q2води. Промјене се догађају у временском интервалу Т1 и приказане су на слици 1 под б).
Временски интервал Т1 траје приближно:
{\displaystyle T_{1}\approx R_{B2}C_{1}\ln 2}
уз услов да је напон  довољно велики у односу на напоне засићења колектора и базе и у односу на напон прага базе. Претпоставка је да су оба транзистора једнаких карактеристика.
У временском интервалу од Т1 до Т1+Т2 дјеловање астабилног мултивибратора је једнако претходно описаном, осим што у опису треба замијенити транзисторе тако да је Q2 у стању вођења, а Q1 у стању закочења. Временски интервал набијања који мијења износ напона  дат је изразом:
{\displaystyle T_{2}\approx R_{B1}C_{2}\ln 2}
Периода осцилација Т0 износи Т1+Т2, па је:
{\displaystyle T_{0}=T_{1}+T_{2}\approx (R_{B2}C_{1}+R_{B1}C_{2})\ln 2}
Да би генерисали уске импулсе, узимамо Т2<T1, а напон UC1 је излазни напон. За добар рад склопа узимамо ниску вриједност временске константе  која одређује вријеме пораста импулса. За импулсе који трају дуже од Т0/2 узимамо напон  као излаз и малу временску константу .
Да би генерисали сигнал који је правоугаоног таласног облика најбоље је узети  i , па ће бити:
{\displaystyle T_{0}=T_{1}+T_{2}\approx 2R_{B}C\ln 2}

## Правоугаони таласи из синусних таласа и детекција пресјека са нулом
Сигнале правоугаоног облика могуће је генерисати из сигнала синусоидалног таласног облика. Синусоиду треба пропустити кроз склоп лимитера или склоп компаратора. Додавањем високопропусног филтра и исправљача, добијамо склоп - детектор пресјека са нулом. Слика 2 под а) приказује генератор и одговарајуће таласне облике сигнала у случају употребе компаратора. Ако је улазни сигнал  талас синусног облика, излазни сигнал из компаратора  је правоугаоног облика (слика 2 под б)).
Ако је , излаз из високопропусног филтра је наизмјенична поворка позитивно и негативно поларизованих врхова, што је и приказано на слици 2 под в). Исправљањем се задржавају само позитивни врхови (слика 2 под г)). Врхови се јављају код пресјека позитивног полуталаса синусоиде са нулом.
Замјеном смјера диоде у склопу (слика 2 под а)), добија се детектор пресјека са нулом негативног полуталаса сигнала.

## Релаксациони осцилатор
Склоп за генерисање сигнала правоугаоног таласног облика нижих фреквенција је дат на слици 3 под а).
Склоп користи операциони појачавач и назива се релаксациони осцилатор. Операциони појачавач дјелује као компаратор. За опис дјеловања, претпоставља се да је почетни напон , при чему је  вриједност напона засићења операционог појачавача. Напон  има високу негативну вриједност, па је:
 и 
чиме се одржава излазни ниво на . Међутим кондензатор С се тежи набити преко отпорника R на напон . Када напон  пређе износ напона , напон  операционог појачавача се нагло мијења од  до .
Послије времена промјене, кондензатор се тежи набити од напона  на напон . Међутим када достигне износ , опада испод  и излазни напон се поново мијења на , као што је приказано на слици 3 под б). Након тога се поступак периодично понавља.
Може се доказати да је периода правоугаоног таласног облика релаксационог осцилатора одређена изразом:
За фреквенције  изнад којих се операциони појачавач понаша као широкопојасни компаратор користе се други склопови.

## Генератор троугаоног таласног облика
Таласни облик сигнала  склопа на слици 4 под а) приближно одговара троуглу, као што је приказано на слици 3 под б). Међутим полупериодни сегменти таласног облика су закривљени и нису потпуно линеарни. Боља линеарност се постиже набијањем кондензатора С преко извора сталне струје, а не преко отпорника R. Боље речено, покушавамо замијенити повратну грану састављену од отпорника R и кондензатора С са идеалним интегратором.
Коришћењем неинвертујућег интегратора добија се склоп генератора троугаоног таласног облика приказан на слици 4 под а). Коришћењем ивертујућег интегратора враћањем његовог излаза на позитивни улаз операционог појачавача релаксационог осцилатора добија се генератор приказан на слици 4 под б).
Израз за периоду осциловања генератора на слици 4 под б) гласи:
Излазни напон  се мијења у облику троугла између крајњих вриједности напона:
при чему је Uiz степен засићења операционог појачавача OP1 и једнак је излазу релаксационог осцилатора.